# Bauer und Arbeiter
Bauer und Arbeiter (азерб. Kəndli və işçilər, рус. Крестьяне и рабочие) — межреспубликанская газета, публикуемая на немецком языке в Азербайджане. Была официальным печатным органом Центрального Комитета Коммунистической партии Азербайджана.

## История
Газета “Bauer und Arbeiter” издавалась в Баку, Азербайджане на немецком языке наряду с другой газетой “Lenins Weg”. Эти две газеты были распространена среди всего немецкого населения Южного Кавказа.
Газета публиковалась еженедельно начиная с июля 1924 года.
В связи с резким спадом интереса к газете 5 ноября 1924 года деятельность газеты была прекращена.

### Редакция
Немецкий журналист Альберт Эрфурт был главным редактором газеты. Остальной коллектив издания состоял из 32 человек, 7 из них работали в Баку, 3 - в Тбилиси, а остальные были крестьянами-корреспондентами, проживавшими в немецких колониях в Азербайджане (15 чел.) и Грузии (7 чел).
Очень небольшая часть экземпляров оставалась для немцев в Баку, остальные в основном отправлялись немцам, проживавшим в регионах Азербайджана и Грузии. Несколько копий также рассылались немцам, живущим в Подмосковье.